# Proposta d'esmena sobre la igualtat de drets de la Constitució dels Estats Units
L'Esmena d'Igualtat de Drets de la Constitució dels Estats Units, coneguda també pel seu acrònim en anglès ERA (Equal Rights Amendment) va ser una esmena proposada de la Constitució dels Estats Units però que no va arribar a ser ratificada. L'ERA va ser originalment escrita per Alice Paul el 1923, que la va proposar sense èxit al Congrés. El 1972 es va presentar de nou i va ser aprovada per Cambra de Representants i el Senat, després del que es va enviar a les cambres legislatives dels estats per a la seva ratificació. Després d'una campanya de deu anys que va polaritzar el debat públic en molts estats, el 30 de juny del 1982 va expirar el termini per a la seva ratificació, per la qual cosa no va ser adoptada i no forma part de la constitució. En aquell moment, 35 estats l'havien ratificada, però cinc d'aquests (Idaho, Kentucky, Nebraska, Tennessee i Dakota del Sud) havien abrogat la ratificació, sense que fins ara cap tribunal no hagi decidit si aquesta abrogació era legal o no.
Entre el 2017 i el 2020, tres estats (Nevada, Illinois i Virgínia) van ratificar l'esmena, fent doncs que un total de 38 estats l'hagin ratificada, o sigui el nombre mínim d'estats necessari perquè l'esmena integri la Constitució. Atès, però, que el termini es va exhaurir el 1979, i que el cas dels cinc estats que van abrogar la ratificació queda irresolt, aquesta esmena roman exclosa de la Constitució.

## Text
El text de l'Esmena d'Igualtat de Drets de la constitució dels Estats Units diu així:
| « | (català) Secció 1. La igualtat de drets davant la llei no pot ser negada ni restringida pels Estats Units o per cap Estat per motius de sexe. Secció 2. El Congrés tindrà poder per fer efectives, amb la legislació apropiada, les provisions d'aquest article. Secció 3. Aquesta esmena entrarà en vigor dos anys després de la seva ratificació. | (anglès) Section 1. Equality of rights under the law shall not be denied or abridged by the United States or by any State on account of sex. Section 2. The Congress shall have the power to enforce, by appropriate legislation, the provisions of this article. Section 3. This amendment shall take effect two years after the date of ratification. | » |